# Yvel
Yvel – rzeka we Francji, przepływająca przez tereny departamentów Côtes-d’Armor oraz Morbihan, o długości 58,3 km. Stanowi lewy dopływ rzeki Ninian.